# Драйвер (электроника)
Драйвер (англ. driver — управляющее устройство, водитель) — электронное устройство, предназначенное для преобразования электрических сигналов, целью которого является управление чем-либо. Драйвером обычно называется отдельное устройство или отдельный модуль, микросхема в устройстве, обеспечивающие преобразование электрических управляющих сигналов в электрические или другие воздействия, пригодные для непосредственного управления исполнительными или сигнальными элементами.
Под определение драйвера попадают многочисленные устройства:
- Шинные формирователи, предназначенные для передачи сигналов с одного уровня цифрового устройства на другой с преобразованием уровня, усилением нагрузочной способности и другими особенностями. Такие устройства обеспечивают передачу данных между различными логическими блоками по общим линиям связи внутри вычислительных машин.
- Формирователи сигналов интерфейсов цифровых электронных устройств, предназначенные для преобразования, приёма и передачи цифровых сигналов и согласования электрических параметров с особенностями линии связи. Наиболее известными представителями таких драйверов считаются формирователи интерфейсов RS-232 (COM — порт), RS-485, RS-422, CAN, LIN, Ethernet, USB, IEEE 1394 и т. д.
- Устройства управления различными типами исполнительных устройств, такими как электромагниты, электродвигатели (в том числе шаговые), сигнальные лампы, дозаторы (в том числе печатающие головки принтеров), сервоприводы, звуковые сигналы и т. д.[1]
- Модули питания и управления устройствами, требующими соблюдения определённых рабочих параметров в процессе включения, выключения и работы. Ярким примером можно считать драйверы светодиодов, поскольку к питанию светодиодных устройств предъявляются повышенные требования[2].
- Драйверы силовых транзисторов, MOSFET и IGBT-транзисторов. Затворы мощных полевых силовых транзисторов имеют большую электрическую ёмкость (тысячи пикофарад), для зарядки которых на высокой частоте нужен большой ток (амперы). Драйвер обеспечивает большой ток для быстрой зарядки затвора транзистора для его открытия. А также быстро разряжает затвор, когда транзистор нужно закрыть.

## Драйверы светодиодов
Светодиоды, в отличие от ламп накаливания, нельзя напрямую подключать к источнику напряжения. Устройство питания светодиода должно иметь элементы, ограничивающие ток через светодиод в соответствии с его характеристиками, или балласт. Именно поэтому диод называется «токовым прибором», и использование традиционных преобразователей напряжения неприменимо. Светодиод, как и любой полупроводниковый диод, имеет нелинейную вольт-амперную характеристику, которая меняется под воздействием температуры и, хоть и незначительно, но различается у разных излучателей, даже выпущенных в одной партии. Поэтому ограничивающие ток элементы должны учитывать как разброс параметров светодиодов, температурный и временной уход, так и изменения питающего напряжения.
Известно множество схем питания светодиодов. Наиболее простым решением для ограничения тока светодиода является резистор, включённый последовательно со светодиодом, однако, такой вариант не слишком экономичен. Немалая часть подводимой мощности будет выделяться на этом резисторе в виде тепла. Можно уменьшить эту "паразитную" мощность снижением напряжения питания системы и уменьшением сопротивления резистора. Чем меньше выбрать сопротивление резистора, тем меньше он будет греться. Но и тем больше будет меняться ток светодиода при изменении его параметров, вызванных например, изменениями температуры, а при слишком малом сопротивлении резистора ток может выйти из рабочего диапазона и снизить долговечность светодиода вплоть до выхода его из строя.
Наиболее популярные на данный момент эффективные схемы питания — на основе импульсных преобразователей (электронный балласт) и на основе реактивного сопротивления ёмкостных элементов (ёмкостный балласт).
Другой способ питания — стабилизация тока через светодиод с помощью электронной схемы. Для таких целей выпускаются специальные микросхемы, содержащие один или несколько стабилизирующих ток выходов. При использовании такого решения напряжение питания может быть подобрано таким, чтобы выделяемая на драйвере активная мощность была минимальной. Драйверы со стабилизацией тока и с управлением от микроконтроллера используются в электронных светодиодных табло, где требуется управлять не только включением, выключением и яркостью каждого пикселя, но и его цветом.
В некоторых применениях, например батарейном питании, напряжения источника не хватает для включения светодиода. В таких устройствах используются повышающие преобразователи, специально разработанные для эффективного использования светодиодных излучателей.
Для питания мощных белых светодиодов в осветительных устройствах применяются специальные блоки — электронные драйверы светодиодов, представляющие собой эффективные преобразователи питания, которые стабилизируют не напряжение на своём выходе, а ток.
Такие драйверы позволяют включить один или несколько светодиодов, соединённых в одну последовательную цепочку. Несколько параллельных цепочек таким драйвером питаться не могут, поскольку ток в отдельных цепочках может сильно различаться.

## Драйверы исполнительных устройств
В современной автоматике, да и в бытовой технике, зачастую двигатель или электромагнит включается не выключателем, а контроллером. Скоростью вращения, направлением позволяют управлять логические устройства с формирователями на выходе — силовыми драйверами. Входы такого драйвера совместимы с логическим устройством, а на выходе формируется необходимое напряжение нужной полярности и, в случае шагового двигателя, необходимая циклограмма возбуждения его обмоток.